# Hjermeslevgård
Hjermeslevgård eller Hjermitslevgård er en herregård i Tolstrup Sogn i Vendsyssel. 
Herregården har et stenhus der er det ældste beboelseshus i Nordjylland (bygningsåret er usikkert men ml. 1540 og 1570). På herregården findes et tårnfundament fra middelalderen. Den nyere hovedbygning er fra 1883. Hjermitslevgaard indgår i Østre Hjermitslev, der er en unik randbebyggelse. Laden der er opbygget af den oprindelige lade fra 1793 er en af Danmarks længste kørelader.

## Vognsen
I det 13. årh. ejede adelslægten Vognsen gården. Det var en rig slægt, med mange hovedgårde i Vendsyssel, blandt andre Fuglsig ved Hjørring. Den sidste Vognsen på gården var Morten Johansen Vognsen, der druknede i 1498 i sammen med sin svigerfar. M.J. havde tre døtre hvoraf en af dem blev gift adeligt og derved fik arveret til gården. Det var Mette Vognsen og hun ægtede Bagge Pallesen Griis. Griis døde i 1534 i forsøget på at slå Skipper Clement ihjel. Mette Vognsen giftede sig derefter med Jens Thomesen Dan.

## Enevold Kruse
Omkring 1540 solgtes gården til rentemester dvs.: finansminister og rigsrådsmedlem Enevold Kruse, der senere blev statholder dvs. vicekonge i Norge. Kruse var gift med Else Marsvin, Ellen Marsvin til Tjeles søster
Herregården er fredet. Fredningen omfatter borggårdens vestre stenhus (ca. 1575-1600), den søndre bindingsværkslænge (ca. 1650-1700) og den østre hovedbygning (1883). Fredningen er fra 1918 og blev udvidet 1989 af Carl F. Szabad til at omfatte alle 3 af hovedbygningens længer.

## Ejere
- 1400 ca. Niels Vognsen
- 1425 ca. Inger Hermansdatter Pennow
- 1444 ca. Morten Nielsen
- 1471 Niels Mortensen
- 1481 Johan Mortensen
- Morten Johansen
- 1542 ca. Dorte Jespersdatter Lunow
- 1550 ca. Svend Orning og Jens Thomesen Dan
- 1587 Enevold Kruse
- 1632 Jørgen kruse
- 1665 Otto Pogwisch
- 1668 Kronen
- 1668 Nicolaj Hansen Bennich
- 1678 Torben Nielsen
- 1679 Jørgen Arenfeldt[3]
- 1681 Otte Ottesen Skeel
- 1696 stamhuset Birkelse
- 1771 Fr. Chr. Skell
- 1859 S. Fr. O. Skeel
- 1918 J. P. Pedersen
- 1930 Anna Petersen
- (?) E. M. Konnerup
- 1959  Valdemar Petersen
- 1988 Carl Felician Szabad
- 2000 Søren von Dosenrode[4]